# Ґрабувець (Серпецький повіт)
Ґрабувець (пол. Grabówiec) — село в Польщі, у гміні Мохово Серпецького повіту Мазовецького воєводства.
Населення — 100 осіб (2011).
У 1975-1998 роках село належало до Плоцького воєводства.

## Демографія
Демографічна структура станом на 31 березня 2011 року:
|          | Загалом | Допрацездатний вік | Працездатний вік | Постпрацездатний вік |
| -------- | ------- | ------------------ | ---------------- | -------------------- |
| Чоловіки | 49      | 15                 | 25               | 9                    |
| Жінки    | 51      | 8                  | 28               | 15                   |
| Разом    | 100     | 23                 | 53               | 24                   |